# Німецьке товариство фізичної хімії імені Бунзена
Німе́цьке товари́ство фізи́чної хі́мії і́мені Бу́нзена (нім. Deutsche Bunsen-Gesellschaft für Physikalische Chemie) — німецьке наукове товариство, що поєднує науковців Німеччини з галузі фізичної хімії.
Засноване у 1894 році у Касселі як Німецьке електрохімічне товариство. Засновниками виступили Вальтер Нернст та Вільгельм Оствальд. У 1902 році товариство назване на честь Роберта Вільгельма Бунзена та носить назву Німецьке товариство прикладної фізичної хімії імені Бунзена. Пізніше з назви забрали слово «прикладної».
Управління Німецького товариства фізичної хімії імені Бунзена розташоване у Франкфурті-на-Майні, а архів товариства в Музеї Юстуса Лібіха в Гіссені.
Починаючи з 1894 року відбуваються конференції Товариства у різних місцях Німеччини, чи німецькомовного простору за участю близько 700 учасників.
Щорічно, починаючи з 1907 року, товариство нагороджує науковців пам'ятною монетою Бунзена заснованою Генрі Теодором фон Бьоттінґером.
Для науковців молодших 40 років, за визначні досягнення у фізичній хімії призначається премія Нернста-Габера-Боденштайна.